# Lê Phạm Thành Long
Lê Phạm Thành Long (sinh ngày 5 tháng 6 năm 1996) là một cầu thủ bóng đá chuyên nghiệp người Việt Nam hiện đang thi đấu ở vị trí tiền vệ cho câu lạc bộ V.League 1 là Công an Hà Nội và đội tuyển bóng đá quốc gia Việt Nam.

## Sự nghiệp câu lạc bộ

### Hoàng Anh Gia Lai (2007-2018)
11 tuổi, Thành Long trúng tuyển vào khóa 1 Học viện HAGL - JMG. Cùng lứa với anh là Công Phượng, Tuấn Anh, Xuân Trường… Nhưng chỉ sau một năm ăn tập, Thành Long đã phải xuống chơi ở đội năng khiếu vì không phát triển tốt như các đồng đội.
Cú sốc đầu đời đó giúp cậu bé quê Quảng Ngãi buộc phải nỗ lực hơn trên sân tập nếu như không muốn tiếp tục bị đào thải.
Nhưng khổ nỗi Học viện HAGL - JMG và tuyến năng khiếu lại đào tạo ra nhiều tiền vệ trung tâm xuất sắc như Tuấn Anh, Xuân Trường, Minh Vương, Triệu Việt Hưng… Vì vậy, Thành Long và nhiều cầu thủ khác buộc phải tìm đường đến các CLB hạng thấp để được thi đấu.
Năm 2014, Thành Long được cho CLB Phú Yên mượn thi đấu ở Giải hạng nhì 2014 rồi Giải hạng nhất 2015 khi đội giành quyền thăng hạng.
Lứa 1 và 2 của Học viện HAGL-JMG đa số đều được bầu Đức đôn lên chơi ở V-League 2015. Nhưng Thành Long vẫn không có chỗ ở đội 1 HAGL vì không thể cạnh tranh được nơi tuyến giữa.
Rời Phú Yên sau 2 năm, Thành Long tiếp tục được cho CLB Đắk Lắk mượn thi đấu ở Giải hạng nhất 2016 rồi lượt đi của mùa 2017. 
Những năm tháng sau đó anh thi đấu cho Long An và Hải Phòng theo dạng cho mượn cho đến khi được Hải Phòng mua đứt vào cuối năm 2018.

### Long An(2017)
Mùa giải 2017, Thành Long lọt vào mắt xanh nhà cầm quân Minh Phương khi ấy vị HLV này đang dẫn dắt Long An. Thành Long được câu lạc bộ chủ quản Hoàng Anh Gia Lai cho Long An mượn đến hết mùa giải 2017. Anh sớm trở thành nhân tố chủ chốt khi thi đấu tất cả các trận ở giai đoạn 2 nhưng tiếc là không đủ để giúp Long An ở lại V. League. Sau khi kết thúc mùa giải, Thành Long lại chuyển sang câu lạc bộ Hải Phòng dưới hình thức cho mượn cầu thủ.

### Hải Phòng (2018-2019)
Mùa giải 2018, Thành Long chính thức chuyển sang thi đấu cho Hải Phòng dưới dạng cho mượn từ Hoàng ANh Gia Lai. Tại đây, Thành Long là cầu thủ tạo ấn tượng tốt nhất khi thể hiện tài kiểm soát bóng tốt hơn hẳn so với các cầu thủ đang thi đấu cho CLB Hải Phòng lúc bấy giờ. Qua những trận bóng, Thành Long ghi được 3 bàn, 3 kiến tạo và thi đấu 20 trận. Thành Long đã góp công lớn giúp đội nhà lọt vào top 6 cuối mùa. 
Với những màn thể hiện mãn nhãn của Thành Long trên sân bóng, giúp Thành Long trở thành cầu thủ được yêu mến bậc nhất tại Hải Phòng mùa rồi. Chính vì vậy ngay sau khi V. League 2018 khép lại, lãnh đạo CLB Hải Phòng đã tích cực đàm phán với phía HAGL, và tìm được sự đồng thuận về việc gia hạn hợp đồng cho mượn. Như vậy Thành Long vẫn chơi ở câu lạc bộ Hải Phòng trong mùa giải tới. 
Mùa giải 2019, Thành Long thi đấu nổi bật và là mắt xích rất quan trọng của Hải Phòng. Mặc dù thi đấu vẫn nổi bật nhưng anh không thể giúp Hải Phòng thi đấu tốt hơn và cả đội chỉ trụ hạng ở những vòng cuối cùng. 

### Thanh Hóa (2020-2023)
Anh chuyển sang thi đấu cho Thanh Hóa từ mùa giải 2020. 
Mùa giải 2023, Thành Long được huấn luyện viên Popov kéo xuống đá thấp nhất ở tuyến giữa để vừa thu hồi vừa giữ nhịp và phân phối bóng. Có thể nói, phát hiện lớn nhất của HLV Popov khi đến CLB Thanh Hóa chính là Thành Long. Đánh giá cậu học trò có kỹ thuật và nhãn quan chiến thuật tốt, ông không ngần ngại biến Thành Long thành một "Andrea Pirlo của Thanh Hóa" như cuộc nói chuyện với chính ban huấn luyện. Sự tỏa sáng của Thành Long đã góp phần giúp CLB Thanh Hóa đang bay cao ở ngôi đầu bảng xếp hạng V-League 2023. Tiền vệ cao 1,65m này cũng được HLV Philippe Troussier gọi vào đội tuyển Việt Nam. 

## Sự nghiệp đội tuyển Quốc gia
Thành Long đã được triệu tập vào danh sách tập trung của Olympic Việt Nam chuẩn bị cho ASIAD 2018. Dù không thể trụ lại song đây có thể xem là cột mốc đáng chú ý trong sự nghiệp non trẻ của Thành Long.
Anh được triệu tập lên đội tuyển Việt Nam sau giai đoạn thăng hoa cùng đội bóng xứ Thanh ở V League 2023. Thành Long hoàn toàn có cơ hội nếu thể hiện được mình trên sân tập và trong những trận giao hữu sắp tới với Hong Kong và Syria vào tháng 6 này. Thành Long có những điểm mạnh mà HLV Troussier muốn ở một tiền vệ trung tâm. Anh có thể phòng ngự, chuyền bóng chính xác ở mọi cự ly, quan sát nhạy bén và chơi bóng sáng tạo. Điều quan trọng chỉ là Thành Long hòa nhập như thế nào ở môi trường mới. Tiếc thay anh bị chấn thương trong lúc tập luyện và vẫn chưa thể ra sân được.

## Thống kê sự nghiệp

### Câu lạc bộ
| Câu lạc bộ | Mùa giải    | Giải vô địch | Giải vô địch | Giải vô địch | Cúp Quốc gia | Cúp Quốc gia | Châu Á | Châu Á | Khác | Khác | Tổng cộng | Tổng cộng |
| Câu lạc bộ | Mùa giải    | Giải đấu     | Trận         | Bàn          | Trận         | Bàn          | Trận   | Bàn    | Trận | Bàn  | Trận      | Bàn       |
| ---------- | ----------- | ------------ | ------------ | ------------ | ------------ | ------------ | ------ | ------ | ---- | ---- | --------- | --------- |
| Long An    | 2017 (mượn) | V League 1   | 13           | 1            | 1            | 0            | —      | —      | —    | —    | 14        | 1         |
| Hải Phòng  | 2018 (mượn) | V League 1   | 20           | 3            | 1            | 0            | —      | —      | —    | —    | 21        | 3         |
| Hải Phòng  | 2019        | V League 1   | 19           | 1            | 3            | 0            | —      | —      | —    | —    | 22        | 1         |
| Hải Phòng  | Tổng cộng   | Tổng cộng    | 39           | 4            | 4            | 0            | —      | —      | —    | —    | 43        | 4         |
| Thanh Hóa  | 2020        | V League 1   | 17           | 1            | 2            | 0            | —      | —      | —    | —    | 19        | 1         |
| Thanh Hóa  | 2021        | V League 1   | 12           | 0            | —            | —            | —      | —      | —    | —    | 12        | 0         |
| Thanh Hóa  | 2022        | V League 1   | 23           | 1            | 3            | 0            | —      | —      | —    | —    | 26        | 1         |
| Thanh Hóa  | 2023        | V League 1   | 19           | 0            | 4            | 0            | —      | —      | —    | —    | 23        | 0         |
| Thanh Hóa  | Tổng cộng   | Tổng cộng    | 71           | 2            | 9            | 0            | —      | —      | —    | —    | 80        | 2         |
| Tổng cộng  | Tổng cộng   | Tổng cộng    | 123          | 7            | 14           | 0            | 0      | 0      | 0    | 0    | 137       | 7         |

### Đội tuyển Quốc gia
Tính đến 21 tháng 12 năm 2024
| Đội tuyển quốc gia | Năm       | Trận | Bàn |
| ------------------ | --------- | ---- | --- |
| Việt Nam           | 2023      | 1    | 0   |
| Việt Nam           | 2024      | 7    | 0   |
| Tổng cộng          | Tổng cộng | 8    | 0   |

## Danh hiệu
Thanh Hóa
- Cúp Quốc gia: 2023

Công an Hà Nội
- Cúp Quốc gia: 2024–25
- Siêu cúp Quốc gia: 2025

Việt Nam
- Giải vô địch bóng đá ASEAN: 2024